# 토요타 TS050 하이브리드
토요타 TS050 하이브리드(영어: Toyota TS050 Hybrid)는 FIA 월드 지구력 챔피언십에서 2016년 르망 프로토타입 규칙을 위해 토요타 자동차에서 제작된 스포츠 프로토타입 레이싱 카이고,  토요타 자동차의 2년 주기 정책으로 인해 2016년 3월 24일 파울 리카드 서킷에서 공개되었다.엔진은 2.4L 트윈 터보차지 가솔린 V6이고 이전 두 차는 자연 흡기 V8 가솔린을 사용하고 있다.

## 같이 보기
- 토요타 TS040 하이브리드